# العلاقات الجزائرية المالديفية
العلاقات الجزائرية المالديفية هي العلاقات الثنائية التي تجمع بين الجزائر والمالديف.

## مقارنة بين البلدين
هذه مقارنة عامة ومرجعية للدولتين:
| وجه المقارنة                                              | الجزائر                      | المالديف       |
| --------------------------------------------------------- | ---------------------------- | -------------- |
| المساحة (كم2)                                             | 2.38 مليون                   | 298            |
| عدد السكان (نسمة)                                         | 38.81 مليون                  | 436.33 ألف     |
| الكثافة السكانية (ن./كم²)                                 | 16.31                        | 146.42 ألف     |
| العاصمة                                                   | الجزائر                      | ماليه          |
| اللغة الرسمية                                             | اللغة العربية، لغات أمازيغية | اللغة الديفهي  |
| العملة                                                    | دينار جزائري                 | روفيه مالديفية |
| الناتج المحلي الإجمالي (بليون دولار)                      | 170.37 مليار                 | 4.60 مليار     |
| الناتج المحلي الإجمالي (تعادل القوة الشرائية) بليون دولار | 582.63 مليار                 | 5.23 مليار     |
| الناتج المحلي الإجمالي الاسمي للفرد دولار أمريكي          | 4.21 ألف                     | 8.39 ألف       |
| الناتج المحلي الإجمالي للفرد دولار أمريكي                 | 14.19 ألف                    | 12.53 ألف      |
| مؤشر التنمية البشرية                                      | 0.745                        | 0.706          |
| رمز المكالمات الدولي                                      | +213                         | +960           |
| رمز الإنترنت                                              | .dz                          | .mv            |
| المنطقة الزمنية                                           | ت ع م+01:00                  | ت ع م+05:00    |

## منظمات دولية مشتركة
يشترك البلدان في عضوية مجموعة من المنظمات الدولية، منها:
| علم المنظمة | اسم المنظمة                        | تاريخ انضمام الجزائر | تاريخ انضمام المالديف |
| ----------- | ---------------------------------- | -------------------- | --------------------- |
|             | مؤسسة التنمية الدولية              | 26 سبتمبر 1963       | 13 يناير 1978         |
|             | يونسكو                             | 15 أكتوبر 1962       | 18 يوليو 1980         |
|             | وكالة ضمان الاستثمار متعدد الأطراف | 4 يونيو 1996         | 19 مايو 2005          |
|             | الأمم المتحدة                      | 8 أكتوبر 1962        | 21 سبتمبر 1965        |
|             | الاتحاد البريدي العالمي            | ?                    | ?                     |
|             | البنك الدولي للإنشاء والتعمير      | 26 سبتمبر 1963       | 13 يناير 1978         |
|             | منظمة التعاون الإسلامي             | ?                    | ?                     |
|             | منظمة حظر الأسلحة الكيميائية       | ?                    | ?                     |
|             | مؤسسة التمويل الدولية              | 23 سبتمبر 1990       | 2 فبراير 1983         |
|             | الاتحاد الدولي للاتصالات           | 3 مايو 1963          | 28 فبراير 1967        |
|             | منظمة التجارة العالمية             | ?                    | ?                     |
|             | منظمة الشرطة الجنائية الدولية      | ?                    | ?                     |

## وصلات خارجية
- موقع وزارة الخارجية الجزائرية
- موقع وزارة الخارجية المالديفية